# 주간 소년 점프
《주간 소년 점프》(일본어: 週刊少年ジャンプ 슈칸 쇼넨 잔푸[*])는 슈에이샤가 발행하는 일본의 소년 만화 잡지이다. 간단히 《소년 점프》라고도 불린다.

## 개요
1968년에 고단샤의 《주간 소년 매거진》, 쇼가쿠칸의 《주간 소년 선데이》와 경쟁하기 위해 창간되었다. 주 독자층은 청소년으로 연재작들은 주로 액션과 모험을 소재로 하며, 특별한 힘이나 능력을 지닌 주인공이 등장하기도 한다. 2010년대 초반까진 매주 300만부 내외를 발행하였고 2017년 하반기 현재 매주 200만부 내외를 발행하고 있으나 전성기였던 1990년대에는 600만부 이상을 발행하기도 하였다. 일본에서 단행본은 "점프 코믹스"란 레이블을 달고 발행된다. 자매지로는 《점프 스퀘어》(《월간 소년 점프》의 후속 잡지)와 《V 점프》가 있다.
연재작의 캐릭터들이 총출동하는 게임도 제작되었다. 패밀리 컴퓨터용 게임으로 《패미콤 점프 1 영웅열전》(ファミコンジャンプ 英雄列伝)과 《패미콤 점프 2 최강의 7인》(ファミコンジャンプII 最強の7人)이 발매되었다. 최근에는 《점프 수퍼 스타》(ジャンプスーパースターズ)와 《점프 얼티밋 스타》(ジャンプアルティメットスターズ)가 닌텐도 DS용 게임으로 발매되었다.

## 연재작 목록

### 본지 연재작
연재순 기준 정렬. 2023년 9월 현재까지 발매되었거나 작품 인지도가 높은 주요 작품.
| 작품 타이틀                                               | 작화 담당                            | 원작자                             | 연재 시작                      | 연재 종료                          | 변동 사항             |
| --------------------------------------------------------- | ------------------------------------ | ---------------------------------- | ------------------------------ | ---------------------------------- | --------------------- |
| 서킷의 늑대 (サーキットの狼)                              | 이케자와 사토시                      | 이케자와 사토시                    | 1975년01호(1974년 12월 24일)   | 1979년32호(1979년 6월 24일)        |                       |
| 도베르만 형사 (ドーベルマン刑事)                          | 히라마츠 신지 (작화)                 | 부론손 (원작)                      | 1975년36호(1975년 8월 26일)    | 1979년48호(1979년 11월 13일)       |                       |
| 링에 걸어라 (リングにかけろ)                              | 쿠루마다 마사미                      | 쿠루마다 마사미                    | 1977년02호(1997년 1월 10일)    | 1981년44호(1981년 10월 12일)       |                       |
| 근육맨 (キン肉マン)                                       | 유데타마고                           | 유데타마고                         | 1979년22호(1979년 5월)         | 1987년21호(1987년 3월)             |                       |
| 닥터 슬럼프 (Dr. スランプ)                                | 토리야마 아키라                      | 토리야마 아키라                    | 1980년5/6호(1980년 2월 4일)    | 1984년39호(1984년 9월 10일)        |                       |
| 캡틴 츠바사 (キャプテン翼)                                | 타카하시 요이치                      | 타카하시 요이치                    | 1981년18호(1981년 4월 13일)    | 1988년22호(1988년 5월 9일)         |                       |
| 캣츠 아이 (キャッツ♥アイ)                                 | 호조 츠카사                          | 호조 츠카사                        | 1981년40호(1981년 6월 16일)    | 1985년44호(1985년 1월 15일)        |                       |
| 북두의 권 (北斗の拳)                                      | 하라 테츠오 (작화)                   | 부론손 (원작)                      | 1983년41호(1983년 9월 13일)    | 1988년35호(1988년 8월 8일)         |                       |
| 드래곤볼 (ドラゴンボール)                                 | 토리야마 아키라                      | 토리야마 아키라                    | 1984년51호(1984년 12월 3일)    | 1995년25호(1995년 6월 5일)         |                       |
| 시티헌터 ( シティーハンター)                              | 호조 츠카사                          | 호조 츠카사                        | 1985년13호(1985년 2월 26일)    | 1991년50호(1991년 11월 19일)       |                       |
| 세인트 세이야 (セイントセイヤ)                            | 쿠루마다 마사미                      | 쿠루마다 마사미                    | 1986년1/2호(1986년 1월 1일)    | 1990년49호(1990년 12월 12일)       |                       |
| 매지컬 타루루토군 (まじかる☆タルるートくん)               | 에가와 타츠야                        | 에가와 타츠야                      | 1988년49호(1988년 9월)         | 1992년40호(1992년 10월)            |                       |
| 드래곤 퀘스트 다이의 대모험 (DRAGON QUEST -ダイの大冒険-) | 이나다 코지 (작화)                   | 호리이 유지 (원작)산죠 리쿠 (각본) | 1989년45호(1989년10월 23일)    | 1995년52호(1996년 12월 9일)        |                       |
| 슬램 덩크 (SLAM DUNK)                                     | 이노우에 다케히코                    | 이노우에 다케히코                  | 1990년42호(1990년 10월 1일)    | 1996년27호(1996년 6월 17일)        |                       |
| 유☆유☆백서 (幽☆遊☆白書)                                   | 토가시 요시히로                      | 토가시 요시히로                    | 1990년51호(1990년 12월 3일)    | 1994년32호(1994년 7월 25일)        |                       |
| 떳다! 럭키맨 (とっても！ラッキーマン)                     | 가모우 히로시                        | 가모우 히로시                      | 1993년35호(1993년 8월 16일)    | 1997년30호(1997년 7월 7일)         |                       |
| 지옥선생 누베 (地獄先生ぬ〜べ〜)                          | 오카노 타케시 (작화)                 | 마쿠라 쇼우 (원작)                 | 1993년38호(1993년 9월 6일)     | 1999년24호(1999년 5월 24일)        |                       |
| 바람의 검심 (るろうに剣心)                                | 와츠키 노부히로                      | 와츠키 노부히로                    | 1994년19호(1994년 4월 24일)    | 1999년43호(1999년 9월 1일)         |                       |
| 유☆희☆왕 (遊☆戯☆王)                                       | 타카하시 카즈키                      | 타카하시 카즈키                    | 1996년42호(1996년 9월 30일)    | 2004년15호(2004년 3월 8일)         |                       |
| ONE PIECE (ワンピース)                                    | 오다 에이이치로우                    | 오다 에이이치로우                  | 1997년34호(1997년 7월 22일)    | 연재 중(종료일 미정)               |                       |
| 샤먼킹 (シャーマンキング)                                 | 타케이 히로유키                      | 타케이 히로유키                    | 1998년31호(1998년 6월 30일)    | 2004년40호(2004년 8월 30일)        |                       |
| 히카루의 바둑 (ヒカルの碁)                                | 오바타 타케시 (작화)                 | 홋타 유미 (각본)                   | 1999년2/3호(1999년 1월 8일)    | 2003년22/23호(2003년 7월 14일)     |                       |
| 테니스의 왕자 (テニスの王子様)                            | 코노미 타케시                        | 코노미 타케시                      | 1999년34호(1999년 7월 19일)    | 2008년14호(2008년 3월 3일)         |                       |
| 나루토 (NARUTO―ナルト―)                                   | 키시모토 마사시                      | 키시모토 마사시                    | 1999년43호(1999년 9월 21일)    | 2014년50호(2014년 11월 10일)       |                       |
| 블랙캣 (BLACK CAT)                                        | 야부키 켄타로                        | 야부키 켄타로                      | 2000년32호(2000년 6월 10일)    | 2004년29호(2004년 6월 14일)        |                       |
| 블리치 (BLEACH)                                           | 쿠보 타이토                          | 쿠보 타이토                        | 2001년36/37호(2001년 8월 7일)  | 2016년38호(2016년 8월 22일)        |                       |
| 딸기 100% (いちご100%)                                    | 카와시타 미즈키                      | 카와시타 미즈키                    | 2002년12호(2002년 3월 4일)     | 2005년35호(2005년 8월 1일)         |                       |
| 아이실드 21 (アイシールド21)                              | 무라타 유스케 (작화)                 | 이나가키 리이치로 (원작)           | 2002년34호(2002년 7월 23일)    | 2009년29호(2009년 7월 15일)        |                       |
| 은혼 (銀魂)                                               | 소라치 히데아키                      | 소라치 히데아키                    | 2004년02호(2004년 12월 8일)    | 2018년42호(2018년 9월 15일)        |                       |
| 디 그레이맨 (D.Gray-man)                                  | 호시노 가쓰라                        | 호시노 가쓰라                      | 2004년27호(2004년 5월 31일)    | 2009년22/23호(2009년 4월 27일)     |                       |
| 마인탐정 네우로 (魔人探偵脳噛ネウロ)                      | 마츠이 유세이                        | 마츠이 유세이                      | 2005년12호(2005년 2월 21일)    | 2009년21호(2009년 4월 20일)        |                       |
| To LOVE 트러블 (To LOVEる -とらぶる-)                     | 야부키 켄타로 (작화)                 | 하세미 사키 (각본)                 | 2006년21/22호(2006년 4월 24일) | 2009년40호(2009년 8월 31일)        |                       |
| 스켓 댄스 (スケット・ダンス)                              | 시노하라 켄타                        | 시노하라 켄타                      | 2007년33호(2007년 7월 14일)    | 2013년32호(2013년 7월 8일)         |                       |
| 토리코 (トリコ)                                           | 시마부쿠로 미츠토시                  | 시마부쿠로 미츠토시                | 2008년25호(2008년 5월 19일)    | 2016년51호(2016년 11월 21일)       |                       |
| Bakuman (バクマン。)                                      | 오바타 타케시 (작화)                 | 오바 쓰구미 (각본)                 | 2008년37/38호(2008년 8월 11일) | 2012년21/22호(2012년 8월 23일)     |                       |
| 쿠로코의 농구 (黒子のバスケ)                              | 후지마키 타다토시                    | 후지마키 타다토시                  | 2009년02호(2008년 12월 8일)    | 2014년40호(2014년 9월 1일)         |                       |
| 벨제바브 (べるぜバブ)                                     | 타무라 류헤이                        | 타무라 류헤이                      | 2009년13호(2009년 2월 23일)    | 2014년13호(2014년 2월 24일)        |                       |
| 메다카 박스 (めだかボックス)                              | 아카츠키 아키라 (작화)               | 니시오 이신 (각본)                 | 2009년24호(2009년 5월 11일)    | 2013년22/23호(2013년 4월 27일)     |                       |
| 니세코이 (ニセコイ)                                       | 코미 나오시                          | 코미 나오시                        | 2011년48호(2011년 11월 7일)    | 2016년36/37호(2016년 8월 8일)      |                       |
| 하이큐!! (ハイキュー!!)                                   | 후루다테 하루이치                    | 후루다테 하루이치                  | 2012년12호(2012년 2월 20일)    | 2020년33/34호(2020년 7월 20일)     |                       |
| 암살교실 (暗殺教室)                                       | 마츠이 유세이                        | 마츠이 유세이                      | 2012년31호(2012년 7월 2일)     | 2016년16호(2016년 3월 25일)        |                       |
| 식극의 소마 (食戟のソーマ)                                | 사에키 슌 (작화)모리사키 유키 (협력) | 츠쿠다 유토 (각본)                 | 2012년52호(2012년 11월 26일)   | 2019년29호(2019년 6월 17일)        |                       |
| 월드 트리거 (ワールドトリガー)                            | 아시하라 다이스케                    | 아시하라 다이스케                  | 2013년11호(2013년 2월 9일)     | 2018년52호(2018년 11월 26일)       |                       |
| 나의 히어로 아카데미아 (僕のヒーローアカデミア)           | 호리코시 코우헤이                    | 호리코시 코우헤이                  | 2014년32호(2014년 7일 7일)     | 연재 중(종료일 미정)               | 최종장 돌입           |
| 블랙 클로버 (ブラッククローバー)                          | 타바타 유우키                        | 타바타 유우키                      | 2015년12호(2015년 2월 16일)    | 2023년38호(2023년 8월 21일)        | 「점프 GIGA」로 이적  |
| 유라기장의 유우나씨 (ゆらぎ荘の幽奈さん)                  | 미우라 타다히로                      | 미우라 타다히로                    | 2016년10호(2016년 2월 8일)     | 2020년27호(2020년 6월 8일)         |                       |
| 귀멸의 칼날 (鬼滅の刃)                                    | 코토게 코요하루                      | 코토게 코요하루                    | 2016년11호(2016년 2월 15일)    | 2020년24호(2020년 5월 18일)        |                       |
| 약속의 네버랜드 (約束のネバーランド)                      | 데미즈 포스카 (작화)                 | 시라이 카이우 (원작)               | 2016년35호(2016년 8월 1일)     | 2020년28호(2020년 6월 15일)        |                       |
| 우리들은 공부를 못해 (ぼくたちは勉強ができない)           | 츠츠이 타이시                        | 츠츠이 타이시                      | 2017년10호(2017년 2월 6일)     | 2021년3・4합병호(2020년 12월 21일) |                       |
| Dr.STONE (Dr.STONE)                                       | Boichi (작화)                        | 이나가키 리이치로 (원작)           | 2017년14호(2017년 3월 6일)     | 2022년14호(2022년 3월 7일)         |                       |
| 주술회전 (呪術廻戦)                                       | 아쿠타미 게게                        | 아쿠타미 게게                      | 2018년14호(2018년 3월 5일)     | 연재 중(종료일 미정)               |                       |
| 체인소맨 (チェンソーマン)                                 | 후지모토 타츠키                      | 후지모토 타츠키                    | 2019년01호(2018년 12월 3일)    | 2021년02호(2020년 12월 14일)       | 「소년 점프+」로 이적 |
| 요자쿠라 일가의 대작전 (夜桜さんちの大作戦)               | 곤다이라 히츠지                      | 곤다이라 히츠지                    | 2019년39호(2019년 8월 26일)    | 연재 중(종료일 미정)               |                       |
| 언데드 언럭 (アンデッドアンラック)                        | 토즈카 요시후미                      | 토즈카 요시후미                    | 2020년08호(2020년 1월 20일)    | 연재 중(종료일 미정)               |                       |
| 마슐 (マッシュル-MASHLE-)                                 | 코모토 하지메                        | 코모토 하지메                      | 2020년09호(2020년 1월 27호)    | 2023년31호(2023년 7월 3일)         |                       |
| 아야카시 트라이앵글 (あやかしトライアングル)              | 야부키 텐타로                        | 야부키 텐타로                      | 2020년28호(2020년 6월 15일)    | 2022년20호(2022년 4월 18일)        | 「소년 점프+」로 이적 |
| 나와 로보코 (僕とロボコ)                                  | 미야자키 슈헤이                      | 미야자키 슈헤이                    | 2020년 31호(2020년 7월 6일)    | 연재 중(종료일 미정)               |                       |
| 사카모토 DAYS (SAKAMOTO DAYS)                             | 스즈키 유우토                        | 스즈키 유우토                      | 2020년51호(2020년 11월 21일)   | 연재 중(종료일 미정)               |                       |
| 도망을 잘 치는 도련님 (逃げ上手の若君)                    | 마츠이 유세이                        | 마츠이 유세이                      | 2021년8호(2021년 1월 25일)     | 연재 중(종료일 미정)               |                       |
| Witch Watch (ウィッチウォッチ)                            | 시노하라 켄타                        | 시노하라 켄타                      | 2021년10호(2021년 2월 8일)     | 연재 중(종료일 미정)               |                       |
| 푸른 상자 (アオのハコ)                                    | 미우라 코우지                        | 미우라 코우지                      | 2021년19호(2021년 4월 12일)    | 연재 중(종료일 미정)               |                       |

## 관련 잡지
- V 점프
- 슈퍼 점프
- 울트라 점프
- 그랜드 점프
- 사이쿄 점프

## 같이 보기
- 주간 소년 점프 연재작 목록